# IC 1228
IC 1228 — галактика типу SBab () у сузір'ї Дракон.
Цей об'єкт міститься в оригінальній редакції індексного каталогу.